# Ramin Djawadi
Ramin Djawadi (ur. 19 lipca 1974 w Duisburgu) – irańsko–niemiecki kompozytor i producent muzyczny. 
W 1998 ukończył Berklee College of Music. Jako twórca ścieżki dźwiękowej do filmów, seriali, a także gier komputerowych, był nominowany do Grammy (2009) i nagrody Saturna (2009) w kategorii najlepsza muzyka do filmu Iron Man (2008). Za muzykę do serialu HBO Gry o tron (2011–2019) zdobył dwie nagrody Emmy (2018, 2019) w kategorii Najlepsza muzyka w serialu (oryginalna ścieżka dźwiękowa) i był dwukrotnie nominowany do Grammy (2018, 2020).

## Filmografia
- 2002: Equilibrium
- 2003: Rekrut (The Recruit)
- 2004: Blade: Mroczna trójca (Blade: Trinity)
- 2005: Skazany na śmierć (Prison Break)
- 2006: Pytając o miłość (Ask the Dust)
- 2006: Blade: The Series
- 2006: Sezon na misia (Open Season)
- 2007: Mr. Brooks
- 2008: Iron Man
- 2008: Sezon na misia 2 (Open Season 2)
- 2008: Uwiedziony (Deception)
- 2008: Wyprawa na Księżyc 3D (Fly Me to the Moon)
- 2009: FlashForward
- 2009: Nienarodzony (Unborn)
- 2009: Skazany na śmierć: Ostatnia ucieczka (Prison Break: The Final Break)
- 2010: Starcie tytanów (Clash of the Titans)
- 2010: Żółwik Sammy: W 50 lat dookoła świata (Sammy’s avonturen: De geheime doorgang)
- 2011: Czerwony świt (Red Dawn)
- 2011–2017, 2019: Gra o tron (Game of Thrones)
- 2011: Postrach nocy (Fright Night)
- 2011: Impersonalni (Person of Interest)
- 2011: Safe House
- 2013: Pacific Rim
- 2014: Dracula: Historia nieznana
- 2014-2017: Wirus
- 2016: Warcraft
- 2016, 2018, 2020, 2022: Westworld
- 2016: Wielki Mur
- 2018: Pułapka czasu
- 2021: Eternals
- 2021: Surreal
- 2022: Uncharted
- 2022: Ród Smoka (House of the Dragon)

## Muzyka do gier
- 1999: System Shock 2
- 2010: Medal of Honor
- 2012: Medal of Honor: Warfighter
- 2016: Gears of War 4
- 2018: New World